# Thermoosmose
Als Thermoosmose (englisch: thermal osmosis) wird in den Naturwissenschaften der Stofftransport durch Membranen unter Einwirkung eines Temperaturgefälles bezeichnet. Im Gegensatz zur Osmose unter isothermen Bedingungen tritt hier Materialtransport auch in Einstoffsystemen auf. Thermoosmose ist ein Spezialfall der Thermophorese (oder Thermodiffusion) und kann Flüssigkeiten und Gase umfassen. Im Bergbau bezieht sich der Begriff auf die Bewegung des Wassers von einem wärmeren zu einem kälteren Bereich des Erdreichs. Die Begriffe Thermoosmose und thermische Transpiration werden oft synonym gebraucht.

## Entdeckungsgeschichte

### Erstmalige Beschreibung durch Reynolds
1897 beschrieb der britische Physiker Osborne Reynolds ein Phänomen, das er als thermische Transpiration (engl.: thermal transpiration) bezeichnete. Er verstand darunter den Fluss eines Gases durch eine poröse Platte, verursacht durch eine Temperaturdifferenz zwischen ihren beiden Seiten. Bei ursprünglich gleichem Druck des Gases auf beiden Seiten bewegt sich das Gas von der kälteren zur wärmeren Seite. Dadurch erhöht sich dort der Gasdruck auf der wärmeren Seite, sofern die Platte fixiert ist und sich nicht bewegen kann. Das thermische Gleichgewicht ist erreicht, sobald die Drücke zueinander im selben Verhältnis stehen wie die Quadratwurzeln der absoluten Temperaturen.
Der von Reynolds beschriebene Effekt widerspricht der unmittelbaren Intuition. Verursacht wird er durch Tangentialkräfte zwischen den Gasmolekülen und den Porenwänden der Platte. Das Gas verhält sich ähnlich wie suprafluides Helium (keine Viskosität), das sehr schnell zu der wärmeren Region strömt, wenn eine Kapillare in den Behälter getaucht wird. Dieser Springbrunneneffekt wurde 1938 erstmals beschrieben.

### Thermoosmose in Flüssigkeiten
Der Nachweis, dass Thermoosmose in Flüssigkeiten auftritt, gelang 1907 dem französischen Physiker und Nobelpreisträger Gabriel Lippmann.

## Grundlagen

### Thermoosmotische Permeabilität
Der Stofftransport bei der Thermoosmose kann für ein Einstoffsystem durch folgende Flussgleichung beschrieben werden:
{\displaystyle J_{1}=B\cdot {\frac {q}{\delta }}\cdot \Delta T\qquad (\Delta p=0;\Delta x_{1}=0)}
Dabei sind J1 der Stofffluss der Komponente 1 in mol·s−1, B die thermoosmotische Permeabilität in mol·K−1·m−1·s−1, q der Querschnitt der Membranfläche in m², δ die Dicke der Membran in m und ΔT die Temperaturdifferenz in K.
Durch die Thermoosmose stellt sich (bei anfangs gleichem Druck) zwischen beiden Phasen ein Druckunterschied ein; dabei weist die Seite, zu der hin der Stofftransport erfolgt, den höheren Druck auf. Durch den nun anliegenden Druckunterschied zwischen beiden Phasen kommt es zur Permeation in die Gegenrichtung und schließlich zum Verschwinden des Materiestroms (J1 = 0), sobald sich ein stationärer Zustand einstellt:
{\displaystyle \left({\frac {\Delta p}{\Delta T}}\right)_{\mathrm {stat} }=-{\frac {B}{A}}}
Diese stationäre Druckdifferenz wird als thermoosmotische Druckdifferenz bezeichnet. Dabei ist A die isotherme Permeabilität der Membran in mol·kg−1·s, die den Stofftransport aufgrund eines Druckunterschieds beschreibt:
{\displaystyle J_{1}=A\cdot {\frac {q}{\delta }}\cdot \Delta p\qquad (\Delta T=0;\Delta x_{1}=0)}
mit der Druckdifferenz Δp in Pa.

#### Vorzeichen und Temperaturabhängigkeit
Die thermoosmotische Permeabilität kann je nach Stoffkomponente und Art der Membran positive oder negative Werte annehmen, entsprechend wird sich der Druck auf der wärmeren oder kälteren Seite des Systems erhöhen. In Systemen, bei denen Gas durch eine Gummimembran unterteilt wird, strömt Kohlenstoffdioxid zur wärmeren Seite (B > 0: positive thermoosmotische Permeabilität), während Wasserstoff den Druck auf der kälteren Seite erhöht (B < 0: negative thermoosmotische Permeabilität). Besteht das System aus Wasser und einer Zellophanmembran (Cellophan-600), so nimmt die thermoosmotische Permeabilität mit steigender Temperatur stetig ab, bis bei ungefähr 56° C Vorzeichenumkehr auftritt und bei höheren Temperaturen ihre Werte negativ sind. Dabei wurden Werte im Bereich von 6,5·10−10 mol·K−1·m−1·s−1 (bei 10,7 °C) bis −11,7·10−10 mol·K−1·m−1·s−1 (bei 90,0 °C) ermittelt.

#### Proportionalität zur Überführungswärme
Die Überführungswärme Q* und die thermoosmotische Permeabilität sind im stationären Zustand zueinander proportional:
{\displaystyle Q^{*}={\frac {B}{A}}\cdot T\cdot {\bar {V}}},
dabei ist Q* die Überführungswärme in J·mol−1 und {\displaystyle {\bar {V}}} das partielle Molvolumen in m3·mol−1. Die Überführungswärme hat im Allgemeinen das gleiche Vorzeichen wie die thermoosmotische Permeabilität. In dem System aus Wasser und Cellophan-600 zeigt sie wie diese eine Vorzeichenumkehr bei 56 °C; dabei wurden für die Überführungswärme Werte von 11,9 J·mol−1 (bei 10,7 °C), bis −5,7 J·mol−1 (bei 90,0 °C) gemessen.

### Osmotische Temperatur
Liegt ein System mit mehr als einer Stoffkomponente vor, so kann die thermoosmotische Druckdifferenz zu einer stationären Konzentrationsdifferenz zwischen beiden Phasen führen:
{\displaystyle \left({\frac {\Delta T}{\Delta x_{1}}}\right)_{\text{stat}}=-{\frac {D}{B}}}
Dabei is D der osmotische Diffusionskoeffizient in m2·s−1, der die Flussgleichung für den isotherm-isobaren Stofftransport über eine Membran charakterisiert:
{\displaystyle J_{1}=D\cdot {\frac {q}{\delta }}\cdot \Delta x_{1}\qquad (\Delta T=0;\Delta p=0)}
mit der Stoffmengendifferenz Δx1 der Komponente 1 in mol·m−3
Die stationäre Temperaturdifferenz ΔT in diesem Fall wird als osmotische Temperatur bezeichnet.

## Osmotischer Thermoeffekt
Zeigt eine Membran für eine Stoffkomponente Thermoosmose (ihre thermoosmotische Permeabilität ist also ungleich 0), so kommt es bei ursprünglich gleicher Temperatur der beiden Phasen zu einem Wärmetransport, wenn durch die Wirkung einer Druck- oder Konzentrationsdifferenz Stofftransport über die Membran stattfindet. Diese Erscheinung wird als osmotischer Thermoeffekt bezeichnet; er wurde bei flüssigen Helium experimentell nachgewiesen und ist auch unter dem Namen mechanokalorischer Effekt bekannt; er ist die Umkehrung des Springbrunneneffekts.

## Biologische Bedeutung

### Historische Diskussion
Die Bedeutung der Thermoosmose für biologische Systeme wurde von Spanner 1954 diskutiert: Er schätze die Überführungswärme von Wasser über pflanzliche Zellmembranen auf ca. 4.060 J·mol−1; unter Annahme von Standardwerten für die mittlere Temperatur und das Molvolumen von Wasser würde eine Temperaturdifferenz von 0,01 K eine stationäre Druckdifferenz von 134 kPa hervorrufen. Ob allerdings eine 10 nm dicke Membran einen solchen Temperaturgradienten von 1.000 K pro mm aufrechterhalten kann, war nicht bekannt. Da aber andererseits in einer Zelle zahlreiche energieverbrauchende oder -produzierende Reaktionen ablaufen, konnte nicht ausgeschlossen werden, dass Thermoosmose eine Rolle beim Membrantransport über biologische Membranen hat.

### Thermoosmotischer Sauerstofftransport bei Pflanzen
Nachgewiesen wurde Sauerstofftransport aufgrund von Thermoosmose bei Pflanzen, die in sauerstoffarmer Umgebung wurzeln, wie der Gelben Teichrose oder der Schwarz-Erle.